# Грозненская епархия
Грозненская епархия — епархия Русской православной церкви на территории Чечни и Ингушетии.

## История
20 марта 2025 года решением Священного синода Московского патриархата, путём выделения из Махачкалинской епархии, была образована самостоятельная епархия, включившая в себя православные приходы на территории Чечни и Ингушетии. Титул правящего архиерея Грозненский и Сунженский.
Временным управляющим новообразованной епархией назначен архиепископ Пятигорский и Черкесский Феофилакт.

## Епископы
- Феофилакт (Курьянов) (20 марта 2025 — 6 июля 2025) в/у, архиепископ Пятигорский и Черкесский
- Амвросий (Марченко) (с 6 июля 2025)

## Благочиния
На данный момент имеется 2 благочиния

## Храмы и приходы
Грозненское благочиние

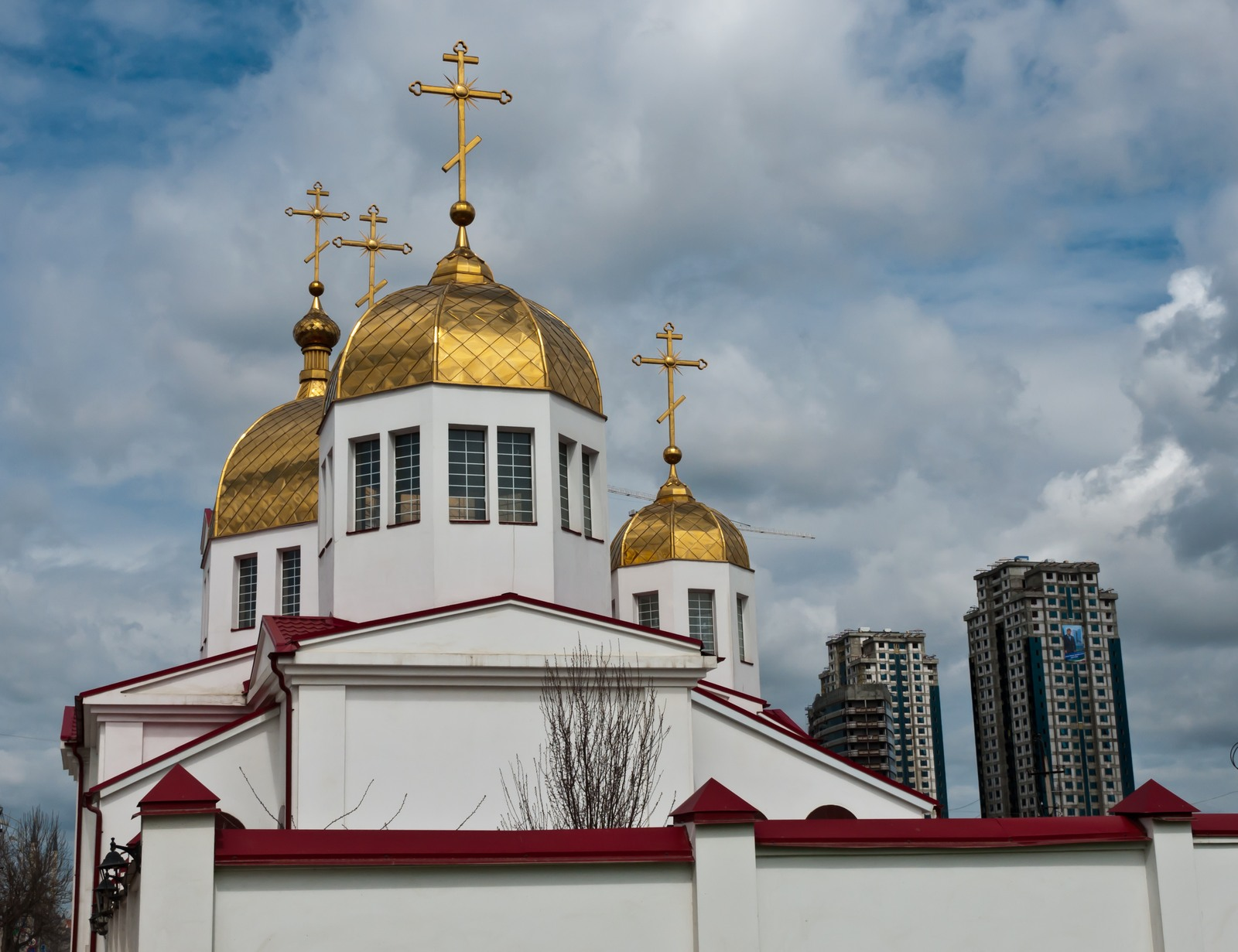
Храм Михаила Архангела (Грозный)

1. Церковь Архангела Михаила — г. Грозный
2. Церковь Дмитрия Донского — п. Ханкала
3. Церковь Николая Чудотворца — ст. Ассиновская (не действует, осквернена)
4. Часовня Александра Невского[2] — п. Ханкала
5. Часовня Архистратига Божия Михаила — Веденский район
6. Церковь иконы Божией Матери «Всех Скорбящих Радость» — ст. Наурская
7. Церковь Рождества Христова — ст. Наурская
8. Церковь иконы Божией Матери «Всех Скорбящих Радость» — ст. Ищерская
9. Церковь святой великомученицы Варвары — ст. Шелковская
10. Часовня Святой Троицы[3] — ст. Червлённая

Магасское благочиние
1. Храм в честь святого праведного Иоанна Кронштадтского — г. Магас

## Монастыри
- Ново-Синайский монастырь в Сунже (мужской)[4]